# Kallstadt
Kallstadt é um município da Alemanha localizado no distrito (Kreis ou Landkreis) de Bad Dürkheim, na associação municipal de Verbandsgemeinde Freinsheim, no estado da Renânia-Palatinado.
Ganhou atenção da mídia internacional por ser o lar ancestral das famílias Heinz e Trump, duas proeminentes famílias empresariais e políticas dos Estados Unidos.